# 5ª Squadra aerea
La 5ª Squadra aerea fu un reparto della Regia Aeronautica che operò in Africa settentrionale italiana durante il corso della seconda guerra mondiale.

## Biografia
La 5ª Squadra aerea nasce il 25 luglio 1940 per trasformazione del precedente Comando aeronautica Africa settentrionale italiana, posta al comando del generale di squadra aerea Felice Porro che aveva quartier generale a Tripoli. La forza disponibile era pari a circa 300 velivoli, che dovevano fronteggiarne circa altrettanti in forza alla Western Desert Air Force (WDAF) inglese. Aveva la responsabilità delle operazioni belliche in Egitto e Libia, e di garantire la scorta ai convogli dei rifornimenti provenienti dall'Italia.
Al 10 giugno 1940 disponeva dei seguenti reparti:
- Comando settore ovest.[1] con sede a Tripoli (generale Raul Da Barberino):

15º Stormo bombardamento terrestre con sede a Tarhuna e dotato di Savoia-Marchetti S.79 Sparviero e Savoia-Marchetti S.81 Pipistrello
33º Stormo bombardamento terrestre con sede a Bir el Bhera (vicino a Iefren) ed equipaggiato con i Savoia-Marchetti S.79 Sparviero
50º Stormo assalto con sede a Sorman su Breda Ba.65 e Caproni Ca.310: 13º Gruppo caccia terrestre del 2º Stormo di stanza a Castelbenito (Aeroporto di Tripoli) ed equipaggiato con i Fiat CR.32 e Fiat CR.42 Falco
614ª Squadriglia Autonoma Soccorso Aereo su 6 CANT Z.506 nel Golfo di Bomba
122ª e 136ª Squadriglia del 64º Gruppo osservazione aerea a Mellaha equipaggiate con i IMAM Ro.37 Lince
1º Gruppo aviazione di presidio coloniale di stanza a Mellaha ed equipaggiato con i Caproni Ca.309 Ghibli
136ª Squadriglia aviazione di presidio coloniale di base a Hon e dotata di Caproni Ca.309 Ghibli
- Comando settore est.[1] con sede a Bengasi (generale Fernando Silvestri):

10º Stormo bombardamento terrestre con sede a Benina e dotato di Savoia-Marchetti S.79 Sparviero
14º Stormo bombardamento terrestre con sede nella Base aerea Gamal Abd el-Nasser di El-Adem e dotato di Savoia-Marchetti S.79 Sparviero e Savoia-Marchetti S.81 Pipistrello
8º Gruppo Caccia terrestre del 2º Stormo di stanza sulla base T.2 (vicino a Tobruk) ed equipaggiato con i Fiat CR.32. e Fiat CR.42 Falco
10º Gruppo caccia terrestre del 4º Stormo di stanza a Benina e equipaggiato con i Fiat CR.42 Falco
139ª Squadriglia del [50º Stormo di stanza sulla base T.2 (vicino a Tobruk)
127ª e 137ª Squadriglia del 73º Gruppo osservazione aerea sulle basi T.2 e El Adem equipaggiate con gli IMAM Ro.37 Lince
2º Gruppo aviazione di presidio coloniale, suddiviso su varie basi, e equipaggiato con i Caproni Ca.309 Ghibli
143ª Squadriglia ricognizione marittima con sei idrovolanti CANT Z.501 Gabbiano sull'idroscalo di Menelao.
La forza disponibile alla data della dichiarazione di guerra era pari a 125 bombardieri, 88 caccia, 34 assaltatori, 14 aerei da osservazione, 6 da ricognizione marittima, 33 dell'Aviazione Coloniale e 8 da trasporto (Savoia-Marchetti SM.75) per un totale di 308 velivoli, che dovevano fronteggiarne circa altrettanti in forza alla Western Desert Air Force (WDAF) inglese. Il giorno dopo lo scoppio delle ostilità arrivarono a Castelbenito, provenienti da Viterbo, i 32 bombardieri S.79 del 9º Stormo BT al comando del colonnello Mario Aramu.

### Le operazioni aeree del 1940
I reparti della 5ª Squadra furono subito duramente impegnati in azioni belliche di supporto ai reparti dell'esercito, tanto che verso la fine del mese di luglio circa il 20% degli aerei era andato perso. Ciò scatenò le ire del maresciallo d'Italia Italo Balbo, governatore generale della Libia, che in una lettera, diretta al comandante della 10ª Armata e a quello dell'Aviazione Coloniale, se ne lamentò amaramente. Dopo la morte di Balbo la situazione peggiorò ancora, tra il 9 e il 23 settembre andarono perduti 34 aerei, tra cui 23 bombardieri S.79 e S.81.
A partire dal 13 settembre i reparti della 5ª Squadra appoggiarono l'avanza della 10ª Armata. al comando del maresciallo d'Italia Rodolfo Graziani nell'Invasione italiana dell'Egitto. Conquistata Sidi El Barrani cinque giorni dopo, l'armata italiana si fermo per preparare la successiva avanzata verso Marsa Matruh, ma il 9 dicembre gli inglesi passarono al contrattacco lanciando l'operazione Compass. L'avanzata inglese non fu veloce, ma vennero subito conquistate Sidi El Barrani, Sollum, Bardia. Per contrastare l'avanzata delle forze meccanizzate nemiche gli aerei da bombardamento e da assalto dei reparti della 5ª Squadra iniziarono ad attaccare le colonne avversarie a bassa quota, sfidando la contraerea. Le perdite furono molto pesanti, e risultarono decimati i reparti del 9º e 15º Stormo BT e del 2º e 4º Stormo CT, che dovettero essere ritirati dalle operazioni. Il 16 dicembre arrivò di rinforzo in Libia il 23º Gruppo Autonomo, e tra il 21 e il 23 dicembre il 2º Gruppo del 6º Stormo caccia terrestre. dotato dei monoplani Fiat G.50 Freccia.

### Le operazioni aeree del 1941
L'avanzata della Western Desert Force del generale O'Connor in Libia continuò senza sosta, il 21 gennaio 1941 cadde Tobruk, il 7 febbraio Bengasi, e il 9 le forze inglesi raggiunsero El-Agheila, oltre 800 km ad ovest dalle linee di partenza. Le perdite del Regio Esercito furono enormi, così come quelle della Regia Aeronautica. Il comando inglese dichiarò di aver contato oltre mille. aerei italiani danneggiati o distrutti, ma quello italiano dichiarava la cifra più realistica di 400 aerei. Dall'Italia continuarono ad arrivare rinforzi, nonostante il gravoso impegno del fronte greco. Il 29 gennaio giunse il 18º Gruppo equipaggiato con i caccia Fiat CR.42 e pochi giorni dopo, il 155º Gruppo dotato dei Fiat G.50. Il 12 febbraio arrivò a Tripoli il generale tedesco Erwin Rommel, e nei giorni seguenti giunsero in Libia i primi reparti dell'Africa Korps e della Luftwaffe.
In vista della probabile controffensiva italo-tedesca già il 24 marzo le forze inglesi incominciarono a ritirarsi da El-Agheila, a causa dell'eccessiva lunghezza delle linee di rifornimento, e dell'impossibilità di difendere il territorio conquistato. Il 31 marzo partì l'attacco italo-tedesco guidato da Rommel. A quel tempo la 5ª Squadra contava su 150 aerei, di cui 120 operativi. Nel mese di aprile giunsero in rinforzo il 27 Gruppo dell'8º Stormo Bombardamento Terrestre e la 374ª Squadriglia CT dotata dei monoplani Aermacchi C.200 Saetta. In aggiunta in quei mesi arrivarono alla spicciolata i reparti del Fliegerführer Afrika (comando aereo Africa), parte della 2°Luftflotte tedesca, cui, da 20 febbraio 1941, fu destinato il generale Stefan Fröhlich, con agguerriti reparti aerei e controaerei, fondamentali per modificare il rapporto di forze esistenti nello scacchiere e introdurre pratiche e tattiche di combattimento più moderne.
Il 4 aprile venne riconquistata la città di Bengasi, e il giorno 11, dopo aver tagliato la strada Tobruk-El Adem, le forze italo-tedeschi iniziavano ad accerchiare la piazzaforte di Tobruk. Il 15 maggio gli inglesi ripresero l'offensiva (Operazione Brevity) riconquistando Halfaya, Sallûm e la ridotta Capuzzo. A quella data la dotazione della 5ª Squadra contava su 246 bombardieri S.79 e SM.84. e 156 caccia C.200, G.50 e CR.42. Il 14 giugno il comando inglese lanciò una nuova offensiva (Operazione Battleaxe), che aveva per obiettivo la liberazione della guarnigione di Tobruch e la riconquista dell'intera Cirenaica. Tale operazione fu un insuccesso, finendo per arrestarsi il giorno 17, ma per contrastarla la 5ª Squadra subì gravi perdite tanto che giunsero in rinforzo nuovi reparti dotati di C.200, il 153°. e il 157º Gruppo.
Il 6 novembre il comando della 5ª Squadra Aerea venne assunto dal generale di squadra aerea Vittorio Marchesi, che subentrò al parigrado Mario Ajmone Cat (in comando dal febbraio 1941) entrato in contrasto con il generale Rommel. Sotto il nuovo comando l'unità fu suddivisa in tre settori:
- Settore Est, con quartier generale a Fuka, al comando del generale di brigata aerea Venceslao D'Aurelio.
- Settore Centrale, con QG a Sidi Califa, al comando del generale di brigata aerea Augusto Bacchiani.
- Settore Ovest, con QG a Tripoli, al comando del generale di brigata aerea Mario Boschi.

Nel corso del mese di novembre arrivarono i primi caccia Aermacchi C.202 Folgore del 6°. e 17º Gruppo. del 1º Stormo CT basato all'Aeroporto di Martuba. Il 19 dello stesso mese le forze britanniche passarono nuovamente all'offensiva (Operazione Crusader). Già nei trentacinque giorni precedenti la Western Desert Air Force aveva attaccato pesantemente gli aeroporti che ospitavano i reparti della Regia Aeronautica e della Luftwaffe, colpendo in particolare quelli di Tmimi e Ain el-Gazala. A quel tempo i reparti della 5ª Squadra allineavano un totale di 240 aerei. Il 18 dicembre gli inglesi conquistarono Mechili, e il 23 cadde Bengasi. Data la situazione arrivarono come rinforzo l'8 e 150º Gruppo CT dotati di C.200.

### Le operazioni aeree nel 1942-1943
Il 6 gennaio le forze italo-tedesche si attestarono nuovamente sulla linea di El-Agheila. Dal 18 novembre 1941 al 20 gennaio 1942 le perdite assommarono a 100 velivoli italiani di vario tipo. Il 21 gennaio Rommel riprese all'offensiva, il giorno 28 fu raggiunta Bengasi, e il 6 febbraio le forze inglesi si attestarono temporaneamente sulla linea Gazale-Bir Hacheim. Durante i mesi invernali giunsero ulteriori caccia C.202 Folgore, tanto che nel mese di marzo ne risultava equipaggiato l'intero 1º Stormo, e il 3º, 8º e 50º Gruppo, tutti reparti di base nel settore di Tmimi. Nei primi giorni del mese di maggio, in vista della ripresa dell'offensiva italo-tedesca in direzione dell'Egitto, arrivò in Libia il 4º Stormo CT, anch'esso equipaggiato con i C.202 Folgore. Il 26 dello stesso mese il Panzerarmee Afrika, e le truppe del Regio Esercito, lanciarono un'offensiva sul fronte El Adem-Bir Hacheim. In appoggio alle forze di terra i reparti dotati di CR.42 e C.200AS vennero pesantemente impegnati. Il 20 giugno iniziò l'attacco finale contro la piazzaforte di Tobruk, e quel giorno i reparti di G.50 e i C.202 compirono il massimo sforzo contro il perimetro difensivo, almeno 177 missioni di scorta ai bombardieri e attacco al suolo. Il giorno dopo Tobruk si arrese. La corsa in avanti delle armate italo-tedesche comportò l'allungamento delle linee di rifornimento e l'allontanamento del fronte dai principali aeroporti, uniti ad un'usura generale ed elevata dei mezzi (che, per altro, disponevano di una scarsa standardizzazione nei motori, in confronto a quelli delle forze tedesche). Inoltre il rimpiazzo delle perdite era reso difficoltoso dalla carenza di produzione e di disponibilità di piloti addestrati, mentre l'aviazione tedesca iniziava ad essere sempre più duramente impegnata sul fronte russo, dove le facili vittorie aeree dell'anno precedente erano oramai un ricordo.
Il 1º ottobre 1942, alla vigilia della battaglia di El Alamein il generale Marchesi venne sostituito. dal generale Mario Bernasconi. Uno dei primi ordini emanati fu l'arretramento dei magazzini e delle officine riparazioni oltre il confine egiziano, in vista del probabile scatenarsi della prevista offensiva inglese. 
Il 20 ottobre, pochi giorni prima dell'inizio dell'attacco, la grande unità contava su una forza di 70 aerei da caccia, 150 da bombardamento e 360 di tipo diverso. La Luftwaffe poteva disporre in Africa settentrionale di 80 caccia, 30 bombardieri e 40 velivoli di tipo diverso. Per conto la Royal Air Force poteva contare su 1.200 caccia, 800 velivoli da bombardamento e 600 di tipi diverso per un totale 2.600 aerei.
A partire dal mattino del giorno 20 i caccia Aermacchi C.202 Folgore del 3° e 4º Stormo furono duramente impegnati nel tentativo di contrastare le incursioni dei bombardieri nemici, fortemente scortate dai Supermarine Spitfire e Curtiss P-40 della Royal Air Force. Tra il 20 e il 31 ottobre l'aviazione italiana abbatté 95 velivoli nemici sicuri, e 44 probabili. In combattimento furono mandati anche i biplani Fiat C.R. 42 Falco. del 50º Stormo impiegati in azioni di bombardamento e mitragliamento contro le postazioni terrestri inglesi, e contro convogli ferroviari e motobarche lungo la costa egiziana. Gli Aermacchi C.200AS Saetta del 2º Stormo furono impiegati in azioni di attacco al suolo, sotto la scorta dei C.202 del 4º Stormo. Le perdite risultarono pesanti, dovute soprattutto alle pesanti incursioni sugli aeroporti posizionati a ridosso dello schieramento terrestre italo-tedesco.
Il 1º novembre la 5ª Squadra aerea contava sui seguenti reparti:
- Comando squadra a Derna

Comando tattico squadra a Fuka
2º Stormo caccia a Bu Amud (su Aermacchi C.200 Saetta)
3º Stormo caccia a Abu Seit (su Aermacchi C.202 Folgore)
4º Stormo caccia a Martuba (su Aermacchi C.202 Folgore)
47º Gruppo del 50º Stormo assalto a Derna El Fiteia (su Fiat CR.42 Falco)
35º Stormo bombardamento a Barce (su CANT Z.1007|CANT Z.1007 Alcione)
131º Gruppo aerosiluranti a Derna El Fiteia (su SIAI-Marchetti S.79 Sparviero)
174ª Squadriglia aerosiluranti a Bengasi (su SIAI-Marchetti S.79 Sparviero)
191ª Squadriglia bombardamento a Marsa Matruk (su CANT Z.1007 Alcione)
reparti minori, dotati di velivoli da collegamento, osservazione e trasporto erano basati a Barce, Bengasi, Derna, Gialo, Hon e Siwa.
Tra il 3 e il 4 novembre gli inglesi ruppero il fronte tenuto dalle forze italo-tedesche, e il generale Erwin Rommel diede l'ordine di iniziare il ripiegamento verso il confine tra Libia e Egitto. Nei primi giorni di novembre il Comando di Squadra si trasferì a Zliten, preso Misurata, in Tripolitania. il giorno 30 il fronte si era stabilizzato nella zona di El Agheila, in Tripolitania, ma le forze aeree dell'Asse potevano contare su 100 caccia, 120 bombardieri e 200 velivoli di altro tipo, contro i 1.200 caccia, 900 bombardieri e 700 velivoli di altro tipo del nemico. Si fece sentire particolarmente tra le file dell'aviazione italo-tedesca la scarsità di carburante, che contro un consumo giornaliero di 80-100 tonnellate vedeva la disponibilità di carburante avio in tutta la Libia non superare le 100 tonnellate complessive.
Dopo un'ulteriore ritirata dovuta alla pressione esercitata dall'8ª Armata inglese, le forze italo-tedesche si attestarono sulla linea Zem Zem-Gheddaia, ma il 6 dicembre iniziò un nuovo ripiegamento che avrebbe portato le forze dell'Asse ad attestarsi in Tunisia. Il 10 gennaio 1943 il comando venne trasferito nelle vicinanze di Sfax, ma successivamente fu spostato a Tunisi. Durante le successive fasi del ripiegamento che portarono in Tunisia, i velivoli della 5ª Squadra eseguirono complessivamente, dall'ottobre 1942 al febbraio 1943, 8.201 ore di volo in zona di guerra.
A Tunisi, il 15 marzo la 5ª Squadra venne definitivamente sciolta, il generale Bernasconi rimpatriato, e fu costituito il Comando aeronautica delle Tunisia alle dipendenze del generale Mario Boschi.

## Comandanti
- Felice Porro (dal 25 luglio 1940 al 5 febbraio 1941)
- Egisto Perino (ad interim)
- Mario Ajmone Cat (dal 5 febbraio 1941 al 6 novembre 1941)
- Vittorio Marchesi (dal 6 novembre 1941 al 1º ottobre 1942)
- Mario Bernasconi (dal 1º ottobre 1942 al 15 marzo 1943)

## Unità operanti alle dipendenze della 5ª Squadra Aerea tra il 1940 e il 1943
- 1º Stormo caccia terrestre
- 2º Stormo caccia terrestre
- 3º Stormo caccia terrestre
- 4º Stormo caccia terrestre
- 6º Stormo caccia terrestre
- 9º Stormo bombardamento terrestre
- 10º Stormo bombardamento terrestre
- 15º Stormo bombardamento terrestre
- 33º Stormo bombardamento terrestre
- 35º Stormo bombardamento terrestre
- 50º Stormo assalto
- 64º Gruppo osservazione aerea
- 73º Gruppo osservazione aerea
- 1º Gruppo aviazione di presidio coloniale
- 2º Gruppo aviazione di presidio coloniale

### Periodici
- Fabio Mannu, La 5ª Squadra Aerea da El Alamein a Tunisi, n. 3, Roma, Associazione Arma Aeronautica, marzo 1999,  pp. 16-17.
- Ferdinando Pedriali, Biplani d'assalto in Africa Settentrionale, in Rivista Storica, n. 10, Roma, Coop. Giornalisti Storici a.r.l., novembre 1995,  pp. 14-25.